# Селібер Валентин Євгенович
Валенти́н Євге́нович Селібе́р (* 24 квітня 1920 - † початок жовтня 2011), скульптор родом з Тирасполя (Молд. ССР); закінчив Київський Художній Інститут (1953); працював гол. в ділянці монументальної і станкової скульптури: «Списометальниця» (1951), «Коліївщина» (1954), «Сиваш» (1957) — усі бронза; «Т. Шевченко» (штучний камінь), «Сніжок» (мармур, 1967), «Мороз і сонце. Граніт», «Гімнастка», в Києві — пам'ятник своїм однокурсникам, котрі загинули при обороні Києва в Голосіївському лісі, пам'ятну дошку на будинку, де жив Віктор Некрасов.
Учасник радянсько-фінської війни, Другої світової війни — пішов з третього курсу інституту, артилерист, командував взводом, Перший Український Фронт, визволення Києва, Сандомирський плацдарм, Берлін, дійшов до Праги.
Після війни закінчив художній інститут.
Нагороджений трьома орденами — Червоної Зірки — 1943, Вітчизняної війни, Богдана Хмельницького та 16 медалями.
В роки студентства був спортсменом  - чемпіоном інституту з спортивної ходьба на 10000 м, непоганим конькобіжцем і плавцем. Тому спортивна тема - його улюблена. Під час другої декади українського мистецтва в Москві ( 15–26 черв. 1951)  виставив свою роботу - бронзову фігуру метальниці списа. Скульптура була включена до пересувної виставки і експонувалась, крім Москви, в Мінську, Таллінні, Ризі. Дипломною роботою став барельєф (другий варіант) - момент передачі естафети на дистанції. Спортсмен подолав дистанцію, але сповнений сил і готовності продовжувати біг. У фігурі спортсмена,  який чекає естафети, вдало передані нетерпіння і стримувана сила. В цілому барельєфна група відзначається великою динамічністю і виразністю змісту.